# Даридорексант
Даридорексант — антагонист орексиновых рецепторов, используемый как снотворное средство. Одобрен для применения: США (2022).

## Механизм действия
Антагонист OX1 и OX2 рецепторов.

## Показания
Лечение бессонницы, которая характеризуется трудностями с засыпанием и/или поддержанием сна.

## Противопоказания
- Нарколепсия.

## Способ применения
Рекомендуемая доза в США 25—50 мг за 30 минут до сна и не менее чем за 7 часов до планируемого пробуждения.